# Travis Parrott
Travis Parrot (Portland, Oregon 16 de Agosto de 1980) é um tenista profissional estadunidense, possui 3 títulos nível ATP em duplas, sua especialidade onde já conquistou o 25° posto.

## Honras
- 2003 ATP de Los Angeles, EUA com Jan-Michael Gambill
- 2007 ATP de Indianápolis, EUA com Juan Martín del Potro
- 2008 ATP de São Petersburgo, Rússia com Filip Polášek